# Tendance Négative
 (janvier 2021).
Tendance Négative est une maison d'édition de littérature créée en 2012 à Paris. Elle publie des auteurs français et des traductions d'auteurs étrangers.
Cette maison d'édition est autofinancée et autogérée. Les bénéfices engendrés par les ventes sont réinvestis pour la fabrication des ouvrages.
Le concept des ouvrages publiés est d'allier la forme et le fond.  L’impression, la mise en page et la fabrication des livres sont liées au contenu des textes,.

## Historique
La maison d'édition est créée en 2012 par Clément Buée, graphiste indépendant et Corentin Sparagano, professeur d’histoire, rejoints en 2020 par Florian Targa, traducteur et Romain Bigay, journaliste.   
Depuis avril 2018, les éditions Tendance Négative sont diffusées par Hobo Diffusion et distribuées par Makassar. 
La maison d’édition dispose d’un catalogue de 6 titres regroupés au sein de la collection Bonnes Nouvelles.

## La Collection «Bonnes nouvelles»
La collection « Bonnes nouvelles » publie des nouvelles fantastiques issues du domaine public.  
Premier ouvrage publié en avril 2015, Carmilla, de Sheridan Le Fanu, a vu le jour grâce à un financement participatif. Le livre est troué, comme mordu, de part en part. 
En 2017, le deuxième ouvrage de la collection est publié :  L'Étrange Histoire de Benjamin Button  de F. Scott Fitzgerald. Le texte est imprimé à l'envers, et un marque-page miroir en permet la lecture. Le rajeunissement du personnage principal est illustré par un changement progressif de papier, allant du jaune texturé au blanc lisse.
Un étrange phénomène de H. G. Wells est publié en 2018. La nouvelle traitant de courbure de l'espace temps et de trou de verre, il faut plier les pages du livre pour pouvoir lire le texte. 
En 2019, Le Horla de Guy de Maupassant est imprimé sur du calque, dédoublant les pages et les pensées du narrateur. 
En octobre 2020, Le Papier peint jaune, nouvelle de Charlotte Perkins Gilman est publiée dans une nouvelle traduction radicale. Cet ouvrage parlant d'enfermement, les pages sont fermées par une reliure japonaise. Pour libérer la lecture, comme la narratrice se libère de ses démons, il faut découper les pages.
Un an plus tard, c'est au tour de l'écrivain russe Fiodor Sologoub d'être remis sur le devant de la scène avec sa nouvelle Un Petit Homme. Les pages rétrécissent au fur et à mesure que le héros perd des centimètres, la composition typographique vient également soutenir visuellement ce procédé.
| Titre                                 | Auteur                   | Traducteur-ice                   | Année de publication | Tirage           |
| ------------------------------------- | ------------------------ | -------------------------------- | -------------------- | ---------------- |
| Carmilla                              | Joesph Sheridan Le Fanu  | Audrey Fournier et Malika Baaziz | 2015                 | 500 exemplaires  |
| L'Étrange Histoire de Benjamin Button | F. Scott Fitzgerald      | Audrey Fournier et Malika Baaziz | 2017                 | 500 exemplaires  |
| Un étrange phénomène                  | H. G. Wells              | Malika Baaziz                    | 2018                 | 1000 exemplaires |
| Le Horla                              | Guy de Maupassant        | -                                | 2019                 | 1000 exemplaires |
| Le Papier peint jaune                 | Charlotte Perkins Gilman | Marine Boutroue et Florian Targa | 2020                 | 3000 exemplaires |
| Un Petit homme                        | Fiodor Sologoub          | Christine Zeytounian-Beloüs      | 2021                 | 2000 exemplaires |